# 豊岡市立静修小学校
豊岡市立静修小学校（とよおかしりつせいしゅうしょうがっこう）は、兵庫県豊岡市日高町道場にある公立小学校。2023年(令和5年)3月をもって、豊岡市立日高小学校と統合し廃校となった。2022年度(令和4年度)の校区は道場、久田谷、夏栗である。

## 沿革
- 1874年（明治7年）久斗村有の庵を借り、久斗小学校を開設
- 1879年（明治12年）道場村に新校舎建設。静修小学校と改称する。
- 1947年 (昭和22年)　兵庫県城崎郡日高町立静修小学校と名称変更。
- 1963年 (昭和38年) 校歌制定
- 1967年 (昭和42年）プール完成。
- 2005年（平成17年）市町村合併により、豊岡市立静修小学校となる。
- 2023年（令和5年）豊岡市立日高小学校と統合により廃校

## 通学区域
- 日高町道場、久田谷及び夏栗[2]

## 卒業後の進路
- 豊岡市立日高東中学校[2]
- 近畿大学附属豊岡中学校・高等学校など

## 校区内の主な施設
- 豊岡警察署 道場駐在所

- 国道482号

## 著名な出身者
- 今井雅之(俳優)

## 静修小学校の児童数の変遷
| 2006年度（平成18年度） | 72人 |
| 2010年度（平成22年度） | 50人 |
| 2013年度（平成25年度） | 54人 |
| 2016年度（平成28年度） | 46人 |
| 2019年度（平成31年度） | 51人 |
| 2020年度（令和2年度）  | 43人 |
| 2021年度（令和3年度）  | 39人 |

## 関連文献
- 日高小学校・静修小学校 統合準備委員会だより（創刊号）2022.6.25 発行豊岡市